# Rodrigo Gómez García
Rodrigo Gómez García (Teruel, 1 de diciembre de 1980) es un político español. Fue diputado de Ciudadanos en el Congreso de los Diputados durante la XI legislatura de España.

## Biografía
Es licenciado en Derecho y en Economía por la Universidad Carlos III de Madrid y tiene un máster en mediación y, hasta su elección como diputado en el Congreso, ejerció como abogado con despacho propio.

## Carrera política
Afiliado a Ciudadanos, Gómez fue el candidato de la formación naranja a la Alcaldía de Teruel en las elecciones municipales de 2015, donde consiguió el acta de concejal.
En julio de 2015, Gómez se presentó a las primarias para encabezar la lista del partido de Albert Rivera al Congreso de los Diputados por Zaragoza, consiguiendo ganarlas y abandonando entonces su acta de concejal en Teruel.
Tras las elecciones del 20 de diciembre de 2015, Gómez se convirtió en el único diputado por Aragón de Ciudadanos en el Congreso. Durante la brevísima legislatura, Gómez ejerció de portavoz en la comisión de Educación y Deporte.